# Зарпанелян, Раймонд
Раймонд Зарпанелян (фр. Raymond Zarpanélian, 17 мая 1933, Париж, Франция — 29 марта 2011, там же) — французский футбольный тренер армянского происхождения.

## Биография
В 1993 году стал наставником сборной Сьерра-Леоне. Вскоре он сыграл с ней на дебютном для «Звезд Леоне» Кубке африканских наций в Тунисе. На континентальном чемпионате сборная выступила неудачно, потерпев два сухих поражения от Кот-д’Ивуара (0:4) и Замбии (0:1), после чего тренер был отправлен в отставку.
Позднее Зарпанелян успешно работал с буркинийским «АСФ Бобо-Диуласо», выиграв с ним кубок и суперкубок страны. Наставник возглавлял команду «Аль-Ансар» (Медина) из Саудовской Аравии. Также специалист занимал должность технического директора в Центральноафриканской федерации футбола.
Скончался 29 марта 2011 года в одной из клиник Парижа от онкологического заболевания почки.

## Достижения
- Обладатель Кубка Буркина-Фасо (1): 1997.
- Обладатель Суперкубка Буркина-Фасо (1): 1996/97.

## Память
В 2014 году был учрежден специальный Трофей Раймонда Зарпанеляна для французских тренеров, успешно работающих на африканском континенте.